# Wapen van Waverveen

Wapen van Waverveen

Het wapen van Waverveen werd op 22 oktober 1817 door de Hoge Raad van Adel aan de toenmalige Noord-Hollandse gemeente Waverveen bevestigd. Op 1 januari 1819 ging de gemeente over naar de provincie Utrecht. In 1841 ging Waverveen op in de gemeente Vinkeveen en Waverveen. Het wapen van Waverveen is daardoor komen te vervallen als gemeentewapen. Het wapen is opgenomen in het wapen van Vinkeveen en Waverveen.

## Blazoenering
De blazoenering van het wapen luidde als volgt:
Van keel met een fasse van goud, waarop 2 sautoirs van sabel.
De heraldische kleuren zijn keel (rood), goud (goud of geel) en sabel (zwart)

## Verklaring

Heerlijkheidswapen

Bij de site Nederlandse Gemeentewapens is de herkomst onbekend, aangezien het wapen werd aangevraagd zonder een achtergrond of een verklaring. De vroegere heerlijkheid Waverveen heeft hetzelfde wapen gevoerd. De heerlijkheid Waveren, Botshol en Ruige Wilnis, die in 1811 bij Waverveen werd gevoegd, had een totaal verschillend wapen. De oudst bekende afbeelding van het wapen van Waverveen dateert van omstreeks 1668. De Waverveense predikant Ds. Henricus Selijns heeft de wapens van Waveren en Waverveen toen in het kerkboek getekend en ingekleurd. Het wapen van Waverveen heeft een zwarte balk met twee zilveren kruisjes, zoals in het wapen van Amstelveen. Het wapen van Waveren, Botshol en Ruige Wilnis (bekend sinds +/- 1630 ()) dat sterk verschilt van het wapen van de heerlijkheid Waverveen, wordt door Van der Aa beschreven als: een goud veld, met twee roode balken, waarop vijf witte schuinsche ruiten, drie boven en twee onder. Dit is identiek aan het wapen zoals door Ds. Selijns ook later rond 1668 tekende voor Waveren-Botshol-Ruige Wilnis. Ook Van Ollefen geeft aan dat Waverveen en Waveren totaal verschillende wapens voerden.

## Verwante wapens

Wapen van Vinkeveen en Waverveen
Wapen van Amstelveen

Abcoude
· Abcoude-Baambrugge
· Abcoude-Proostdij
· Achttienhoven
· Amerongen
· Benschop
· Breukelen
· Breukelen-Nijenrode
· Breukelen-Sint Pieters
· Bunnik
· Cothen
· Darthuizen
· De Vuursche
· Doorn
· Driebergen
· Driebergen-Rijsenburg
· Everdingen
· Haarzuilens
· Hagestein
· Harmelen
· Hoenkoop
· Hoogland
· Houten
· Indijk
· Jaarsveld
· Jutphaas
· Kamerik
· Kockengen
· Langbroek
· Leersum
· Linschoten
· Loenen
· Loenersloot
· Loosdrecht
· Maarn
· Maarssen
· Maarsseveen
· Maartensdijk
· Mijdrecht
· Nigtevecht
· Noord-Polsbroek
· Odijk
· Oudenrijn
· Polsbroek
· Rijsenburg
· Ruwiel
· Schalkwijk
· Snelrewaard
· Sterkenburg
· Stoutenburg
· Tienhoven
· Vianen 
· Vinkeveen
· Vinkeveen en Waverveen
· Vleuten
· Vleuten-De Meern
· Vreeland
· Vreeswijk
· Waarder
· Waverveen
· Werkhoven
· Westbroek
· Willeskop
· Willige Langerak
· Wilnis
· Zegveld
· Zuilen
· Zuid-Polsbroek
Abbekerk
· Akersloot
· Andijk
· Ankeveen
· Anna Paulowna
· Assendelft
· Avenhorn
· Barsingerhorn
· Beemster
· Beets
· Bennebroek
· Berkenrode
· Berkhout
· Bijlmermeer
· Blokker
· Bovenkarspel
· Broek in Waterland
· Broek op Langedijk
· Buiksloot
· Bussum
· Callantsoog
· De Rijp
· Egmond
· Egmond aan Zee
· Egmond-Binnen
· Graft
·  Graft-De Rijp
· 's-Graveland
· Groet
· Grootebroek
· Grosthuizen
· Haarlemmerliede
· Haarlemmerliede en Spaarnwoude
· Harenkarspel
· Heerhugowaard
· Hensbroek
· Hoogkarspel
· Hoogwoud
· Ilpendam
· Jisp
· Kalslagen
· Katwoude
· Koedijk
· Koog aan de Zaan
· Kortenhoef
· Krommenie
· Kwadijk
· Langedijk
· Leimuiden
· Limmen
· Marken
· Middelie
· Midwoud
· Monnickendam
· Muiden
· Naarden
· Nederhorst den Berg
· Nibbixwoud
· Niedorp
· Nieuwe Niedorp
· Nieuwendam
· Nieuwer-Amstel
· Noord-Scharwoude
· Noorder-Koggenland
· Obdam
· Oosthuizen
· Opperdoes
· Oterleek
· Oude Niedorp
· Oudendijk
· Oudkarspel
· Oudorp
· Petten
· Ransdorp
· Schardam
· Scharwoude
· Schellingwoude
· Schellinkhout
· Schermer
· Schermerhorn
· Schoorl
· Schoten
· Sijbekarspel
· Sint Maarten
· Sint Pancras
· Sloten
· Spaarndam
· Spaarnwoude
· Spanbroek
· Twisk
· Urk
· Ursem
· Veenhuizen
· Venhuizen
· Warder
· Warmenhuizen
· Waverveen
· Weesp
· Weesperkarspel
· Wervershoof
· Wester-Koggenland
· Westwoud
· Westzaan
· Wieringen
· Wieringermeer
· Wieringerwaard
· Wijdenes
. Wijdewormer
. Wijk aan Zee en Duin
· Wimmenum
· Winkel
· Wognum
· Wormer
· Wormerveer
· Zaandam
· Zaandijk
· Zeevang
· Zijpe
· Zuid-Scharwoude
· Zuid- en Noord-Schermer
· Zwaag

Dorpswapens:
Hauwert
· Volendam
· Zwaagdijk-West